# Hệ thống tập tin phân tán
Trong khoa học máy tính, thuật ngữ Hệ thống Tập tin Phân tán (Distributed File System) hay còn gọi là Hệ thống tệp tin mạng (Network File System)  dùng để chỉ bất kỳ một hệ thống tệp tin nào hỗ trợ việc truy cập vào các tập tin từ nhiều máy tính (host) chia sẻ dữ liệu với nhau thông qua một mạng máy tính. Hệ thống này cho phép nhiều người dùng trên nhiều máy khác nhau có thể chia sẻ các tập tin và các tài nguyên lưu trữ.
Thông thường các máy khách không truy cập trực tiếp vào các khối dữ liệu của hệ thống tập tin mà thường thông qua việc sử dụng một giao thức (protocol) nào đó. Protocol cho phép việc hạn chế truy cập vào hệ thống tập tin bằng cách sử dụng các danh sách truy cập hoặc các khả năng truy cập trên các máy chủ và các máy khách tùy vào thiết kế của nó.
Các hệ thống tập tin phân tán thường bao gồm các khả năng đi kèm khác như việc nhân bản dữ liệu hay khả năng chịu lỗi. Các khả năng này nhằm mục đích làm cho hệ thống vẫn tiếp tục hoạt động và tránh việc mất dữ liệu khi một vài máy trong hệ thống gặp trục trặc.
Khái niệm Lưu trữ dữ liệu phân tán (Distributed Data Store) rất gần và thường được sử dụng lẫn với khái niệm hệ thống tệp tin phân tán.